# Lubasz (gmina)
Lubasz est une gmina rurale du powiat de Czarnków-Trzcianka, Grande-Pologne, dans le centre-ouest de la Pologne. Son siège est le village de Lubasz, qui se situe environ 7 km au sud-ouest de Czarnków et 57 km au nord-ouest de la capitale régionale Poznań.
La gmina couvre une superficie de 167,27 km2 pour une population de 7 337 habitants.

## Géographie

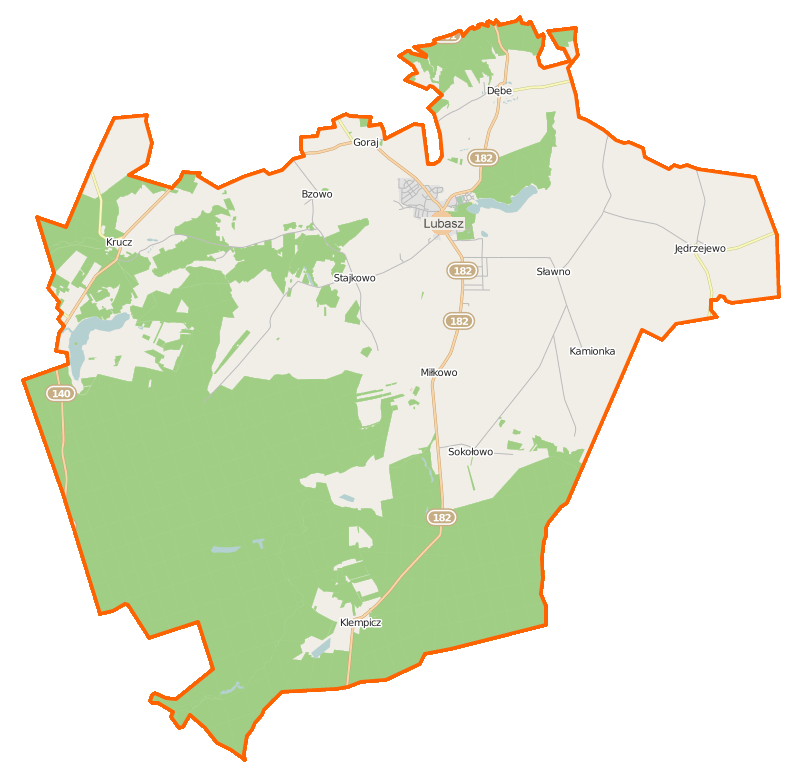
Plan de la gmina.

Outre le village de Lubasz, la gmina inclut les villages de :
- Antoniewo
- Bzowo
- Dębe
- Goraj
- Jędrzejewo
- Kamionka
- Klempicz
- Krucz
- Kruteczek
- Miłkowo
- Nowina
- Prusinowo
- Sławno
- Sokołowo
- Stajkowo

### Gminy voisines
La gmina de Lubasz est voisine de :
- la ville de :
  - Czarnków
- des gminy de :
  - Czarnków
  - Obrzycko
  - Połajewo
  - Wieleń
  - Wronki

## Structure du terrain
D'après les données de 2002, la superficie de la commune de Lubasz est de 167,27 km2, répartis comme tel :
- terres agricoles : 47 %
- forêts : 46 %

La commune représente 9,27 % de la superficie du powiat.

## Démographie
Données du 30 juin 2004 :
| description        | Total  | Total | Femmes | Femmes | Hommes | Hommes |
| ------------------ | ------ | ----- | ------ | ------ | ------ | ------ |
| Unité              | Nombre | %     | Nombre | %      | Nombre | %      |
| population         | 6 859  | 100   | 3 391  | 49,4   | 3 468  | 50,6   |
| Densité (hab./km²) | 40,9   | 40,9  | 20,2   | 20,2   | 20,7   | 20,7   |